# Le Mesnil-Réaume
Le Mesnil-Réaume è un comune francese di 586 abitanti situato nel dipartimento della Senna Marittima nella regione della Normandia.

## Società

### Evoluzione demografica
Abitanti censiti